# Résolution 418 du Conseil de sécurité des Nations unies
Membres permanents
- Chine
- États-Unis
- France
- Royaume-Uni
- URSS

Membres non permanents
- Allemagne de l'Ouest
- Bénin
- Canada
- Inde
- Libye
- Mauritanie
- Pakistan
- Panama
- Roumanie
- Venezuela

Résolution no 417 Résolution no 419
La résolution 418 du Conseil de sécurité des Nations unies, adoptée à l'unanimité le 4 novembre 1977, impose un embargo obligatoire sur les armes contre l'Afrique du Sud. Cette résolution diffère de la précédente résolution (282), qui est uniquement volontaire. L'embargo est ensuite renforce et étendu par la résolution 591.
L'embargo a été levé par la résolution 919 à la suite des élections démocratiques en Afrique du Sud en 1994.

## Impact
L'embargo a eu un impact direct sur l'Afrique du Sud de plusieurs manières :
- annulation de dernière minute de la vente des avisos de classe d'Estienne d'Orves et des sous-marins de classe Agosta par la France.
- annulation de l'achat de bateaux lance-missiles classe Sa'ar IV à Israël, dont certains ont dû être construits secrètement en Afrique du Sud.
- incapacité de l'Afrique du Sud à acheter des avions de combat modernes pour contrer les MiG-23 cubains au-dessus de la SAAF dans la guerre de la frontière sud-africaine.